# Paul Lautensack

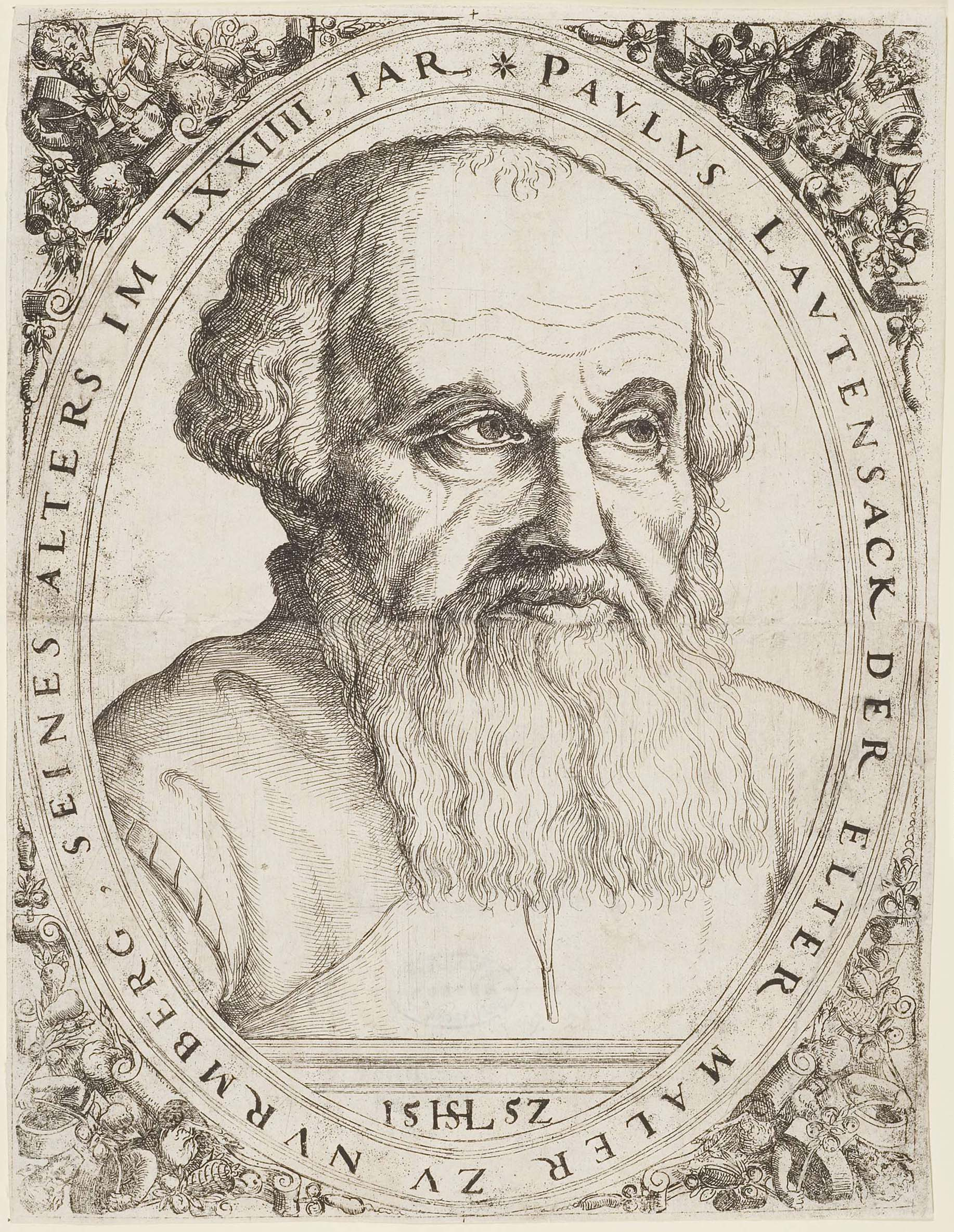
Lautensack im Alter von 74 Jahren (1552, Radierung Hanns Lautensacks)

Paul Lautensack (* 1478 in Bamberg; † 15. August 1558 in Nürnberg) war ein deutscher Maler.

## Leben
Lautensack war Organist und Pfleger an der Oberen Pfarre (Kirche zu Unserer Lieben Frau) und erwarb als solcher 1503 das Anwesen Unterer Kaulberg 1 in Bamberg. Seit 1506 war er als Maler für Fürstbischof Georg III. Erbschenk von Limburg tätig und schuf für die Wallfahrtskirche zu Grimmenthal in Thüringen eine Reihe von Heiligendarstellungen. Er übersiedelte aufgrund seiner christlich-reformerischen Ideen nach Nürnberg und erwarb dort das Bürgerrecht. Aufgrund seiner theologischen Spekulationen erschien er auch dem Rat der Stadt Nürnberg als Schwärmer und Sektierer und wurde 1542 aus der Stadt gewiesen. 1545 kehrte er zurück und lebte zurückgezogen bis zu seinem Tode.
Paul Lautensack war wahrscheinlich dreimal verheiratet, nämlich mit Barbara Graf, Magdalena Ringmacher und Anna Gerstner. Ein 1552 von seinem Sohn Hanns Lautensack gestochenes Bildnis zeigt ihn als 74-jährigen Mann. Nachkommen waren Hanns und Heinrich Lautensack.

## Hinterlassenes

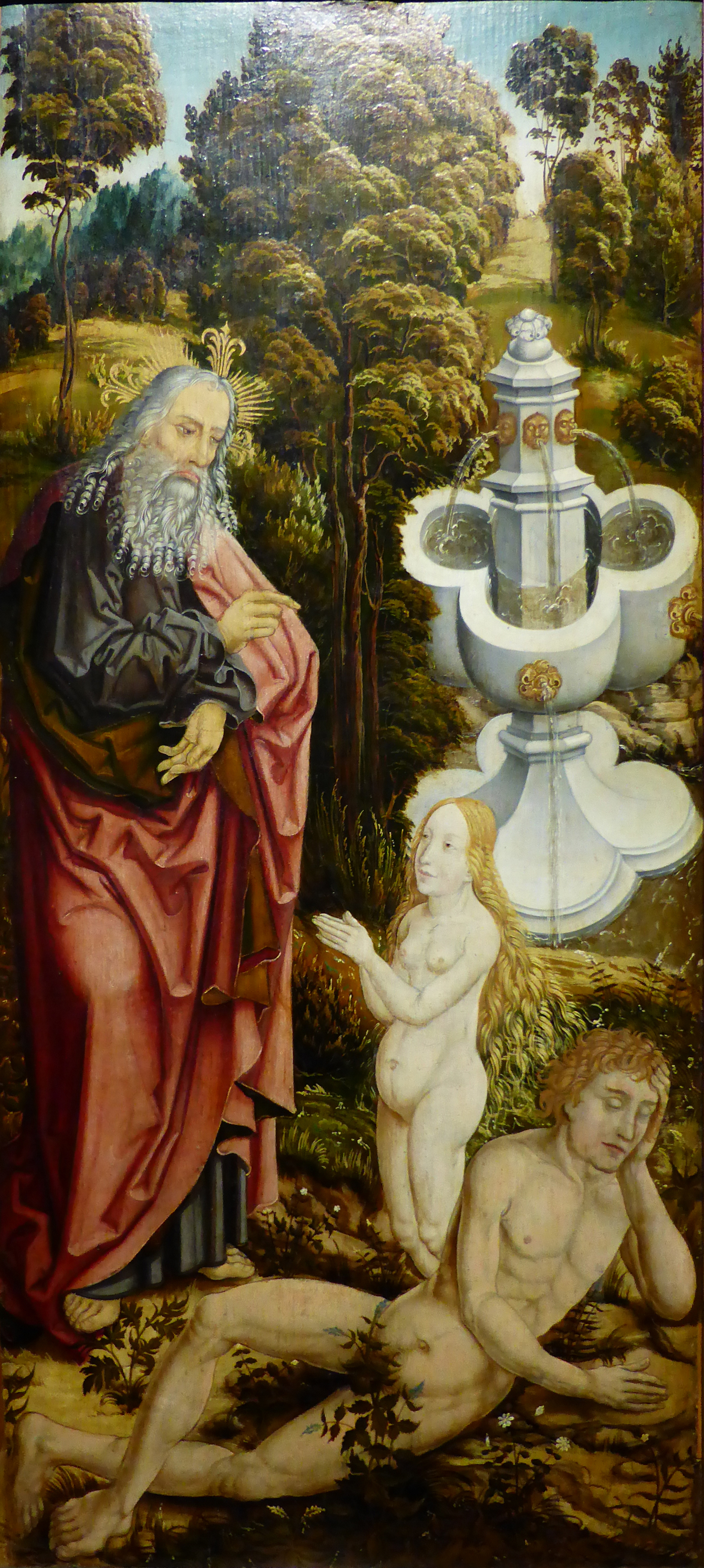
Erschaffung der Eva

Zehn Bilder von Lautensack befinden sich in der Gemäldesammlung des Bayerischen Nationalmuseums in München. Sie stammten von einem Altarwerk aus dem Jahr 1511, das Martin Josef von Reider nach der Säkularisation erworben hatte. Die Tafeln zeigen unter anderem die „Erschaffung der Eva“. Lautensack gestaltete eigene Werke auf der Grundlage von Albrecht Dürers Kompositionen (beispielsweise bei der Darstellung „Joachims und Annas unter der goldenen Pforte“, beim „Abschied Christi von Maria“, bei der „Verkündigung an die heilige Anna“, oder bei der „Kreuztragung Christi“). Auch Kupferstiche von Martin Schongauer dienten ihm als Vorlagen. Lautensacks Bilder weisen oftmals Ungenauigkeiten in der Perspektive auf. Die Landschaft und die Gestaltung von Pflanzen oder architektonische Details weisen nach Franz Friedrich Leitschuh hingegen ein „über das Mittelmaß hinausgehendes Können“ aus. Weitere Werke befinden sich im Germanischen Nationalmuseum, darunter einige Handschriften.
In Nürnberg erscheint ein bildpüchlein, möglicherweise das 1619 neu aufgelegte Druckwerk Offenbarung Jesu Christi.
Seine handschriftlichen theologischen Schriften befinden sich in den Bibliotheken von Bamberg, Berlin und London.